# Geschlechtervertrag
Der Geschlechtervertrag bezeichnet in der feministisch orientierten Politikwissenschaft und Soziologie einen fiktiven Vertrag zwischen den Geschlechtern, der die Beziehungen zwischen beiden regelt und Frauen und Männern unterschiedliche Rechte und Pflichten zuweist.

## Ideengeschichte
Von Seiten der feministischen Theoriebildung wurde Kritik an der Vertragstheorie und dem liberalen Paradigma des Gesellschaftsvertrages laut. Carole Pateman stellte in ihrem 1988 erschienenen Buch The sexual contract dar, dass der Gesellschaftsvertrag, wie er in Abwandlungen von Thomas Hobbes, John Locke und Jean-Jacques Rousseau postuliert wurde, nicht universell sei, sondern einen Vertrag unter Männern darstelle. Laut Pateman regelt er die Beziehungen zwischen Männern und schließt Frauen seit jeher aus der öffentlichen Sphäre aus.
Dem gesellschaftlichen Grundvertrag liegt laut Pateman stets eine zweite Komponente, ein verdeckter Geschlechtervertrag, zu Grunde. Die moderne, gesellschafts-legitimierende, bürgerliche Vertragsidee basiere durch diesen verdeckten Geschlechtervertrag auf geschlechtsspezifischen Ausgrenzungen und Ausschließungen.
Pateman kritisierte, dass der Geschlechtervertrag in der politischen Ideengeschichte nicht sichtbar gemacht worden sei.

## Beschreibung
Dem Konzept des Geschlechtervertrags liegt die Annahme zu Grunde, dass es „in allen modernen Gesellschaften einen historisch gewachsenen sozio-kulturellen Konsens über die jeweilige Ausprägung der Verkehrsformen der Geschlechter, ein gemeinsam von Männern und Frauen getragenes Leitbild und Lebensmuster über die ‘richtige’ Form der geschlechtsspezifischen Arbeitsteilung, die Familienform und die Art und Weise der Integration der beiden Geschlechter in die Gesellschaft über den Arbeitsmarkt und/oder über die Familie gibt“.
Die Historikerin Yvonne Hirdman entwickelte zur Beschreibung der Positionen der Geschlechter in der schwedischen Gesellschaft ein Modell, das auf Geschlechtersystemen und Geschlechterverträgen basiert. Der Geschlechtervertrag ist laut Hirdman ein tradiertes, aber veränderbares Übereinkommen über den Ort, die Tätigkeiten und die Eigenschaften von Männern und Frauen  und definiert zugleich die Beziehungen zwischen den Bereichen der Produktion und Reproduktion.

## Rezeption
Patemans Veröffentlichung wurde Ausgangspunkt zahlreicher Werke innerhalb der feministischen Theorie und wurde auch außerhalb dieser in der Politikwissenschaft weit rezipiert. Die Politikwissenschaftlerin Kathrin Braun sah Patemans Analyse als „die wohl einflussreichste politische Ideengeschichte innerhalb der feministischen Wissenschaft“ an.
Bezüglich des Geschlechtervertrags wird auf eine zunehmende Vielfalt an Ausprägungen hingewiesen. Den meisten europäischen Staaten wird die Förderung und Aufrechterhaltung jeweils eines bestimmten Modells zugeschrieben. Die Politik der Europäischen Union hingegen wird als Förderung eines auf egalitärer Rollenteilung basierenden Modells interpretiert. In der Praxis sei jedoch von einer Vielfalt an Geschlechterverträgen innerhalb der Bevölkerung zu sprechen.